# Bohusoudov
Bohusoudov (dříve Osoudov nebo Vosoudov, německy Etmannsdorf) je malá vesnice, část obce Knínice v okrese Jihlava. Nachází se asi 2,5 km na západ od Knínice. V roce 2009 zde bylo evidováno 19 adres. V roce 2001 zde trvale žilo 10 obyvatel.
Bohusoudov leží v katastrálním území Knínice o výměře 10,67 km2.

## Název
Název se vyvíjel od varianty Bossudow (1371, 1385), Osawdow (1512), Endmannsdorf a Wosaudow (1846), Etmannsdorf a Vosoudov (1885), Ettmannsdorf a Vosoudov (1893), Osoudov (1924) až k podobě Bohusoudov v roce 1949. Původní a současné místní jméno vzniklo přidáním přivlastňovací přípony -ov k osobnímu jménu Bohosud. Německý název Endmansdorf vznikl při obnovení osady v roce 1786 podle jména soudce Endmanna, která řídil parcelaci.

## Historie
První písemná zmínka o obci pochází z roku 1371. Během česko-uherských válek v 15. století byla zničena. Poté zde jezuité postavili dvůr, ten byl roku 1786 rozparcelován. Na jeho místě tak vzniklo sídlo Endmannsdorf. Za severovýchodním okrajem vsi vznikla v rámci josefinských reforem jedna z největších romských osad na Moravě, která zanikla v roce 1941 v důsledku romského holokaustu.
Od roku 1869 přísluší Bohusoudov k obci Knínice.

## Přírodní poměry

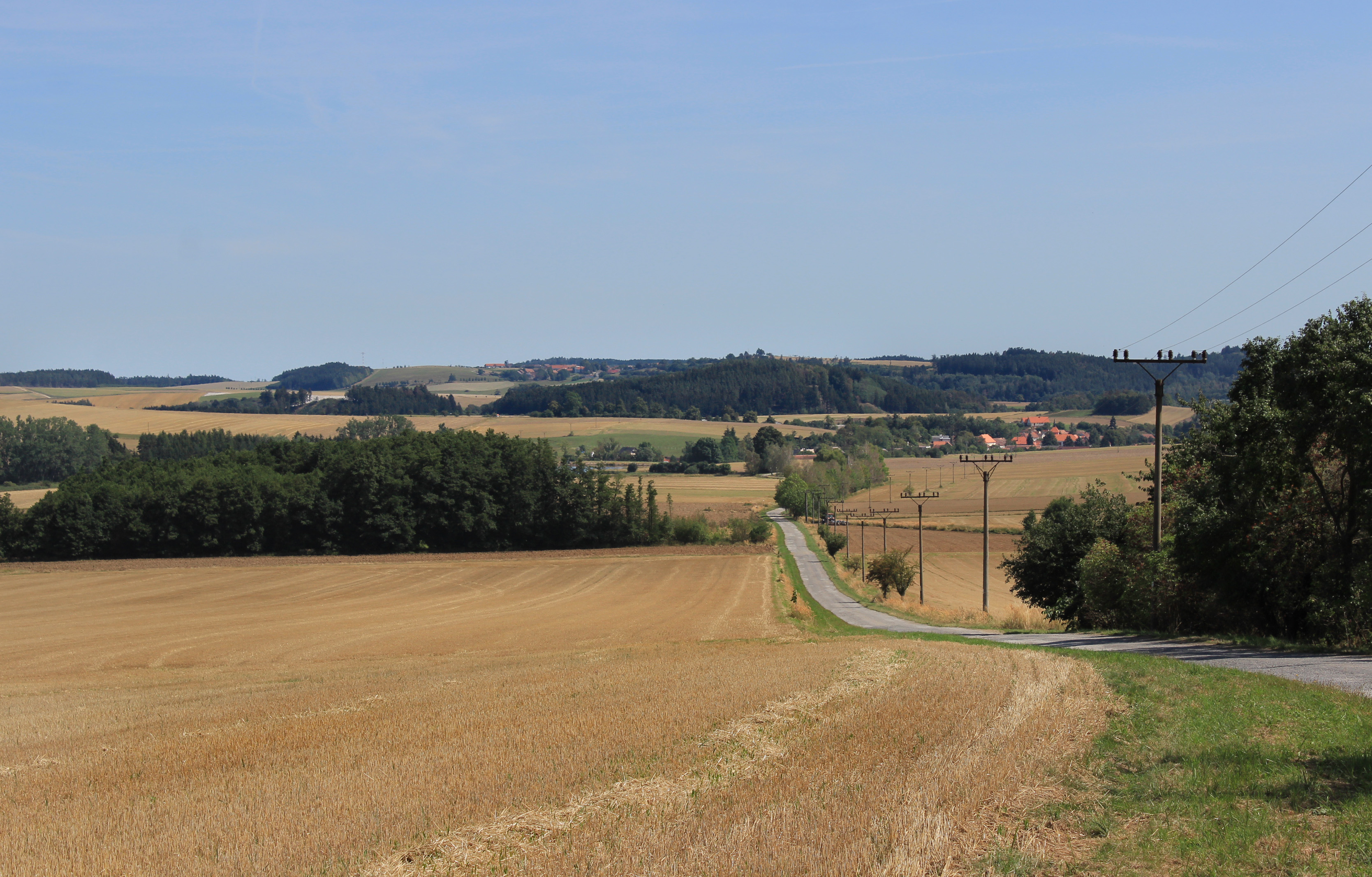
Silnice ke Kninicím

Bohusoudov leží v okrese Jihlava v Kraji Vysočina. Nachází se 4 km jižně od Nové Říše, 3 km jihozápadně od Krasonic, 2,5 km severozápadně od Knínic, 2,5 km severně od Budče a 3,5 km východně od Jersic. Geomorfologicky je oblast součástí Česko-moravské subprovincie, konkrétně Jevišovické pahorkatiny a jejího podcelku Jemnická kotlina. Průměrná nadmořská výška činí 550 metrů. Nejvyšší bod, V Lípí (647 m n. m.), leží severozápadně od vsi. Východně od Bohusoudova stojí vrch Skříp (570 m n. m.). Severní částí vsi protéká bezejmenný potok, který se jihovýchodně vlévá do Prokopky.

## Obyvatelstvo
Podle sčítání 1930 zde žilo ve 32 domech 130 obyvatel. 130 obyvatel se hlásilo k československé národnosti. Žilo zde 130 římských katolíků.
| Rok            | 1869 | 1880 | 1890 | 1900 | 1910 | 1921 | 1930 | 1950 | 1961 | 1970 | 1980 | 1991 | 2001 | 2011 |
| -------------- | ---- | ---- | ---- | ---- | ---- | ---- | ---- | ---- | ---- | ---- | ---- | ---- | ---- | ---- |
| Počet obyvatel | 82   | 107  | 105  | 113  | 123  | 117  | 130  | 85   | 66   | 50   | 43   | 20   | 10   | 8    |

## Hospodářství a doprava
Obcí prochází silnice III. třídy č. 41012 do Knínic. Obcí prochází cyklistická trasa č. 5124 z Červeného Hrádku do Knínic a modře značená turistická trasa z Dačic k Nové Říši.

## Školství, kultura a sport
Místní děti dojíždějí do školy v Želetavě.

## Pamětihodnosti
- Kaplička stojí na rozcestí pod dvěma lipami.[10]
- Dřevěná vidlicová zvonička pochází z roku 1899. Visí v ní zvonek z roku 1822, který je reliéfně nazdoben.[10]

## Další fotografie

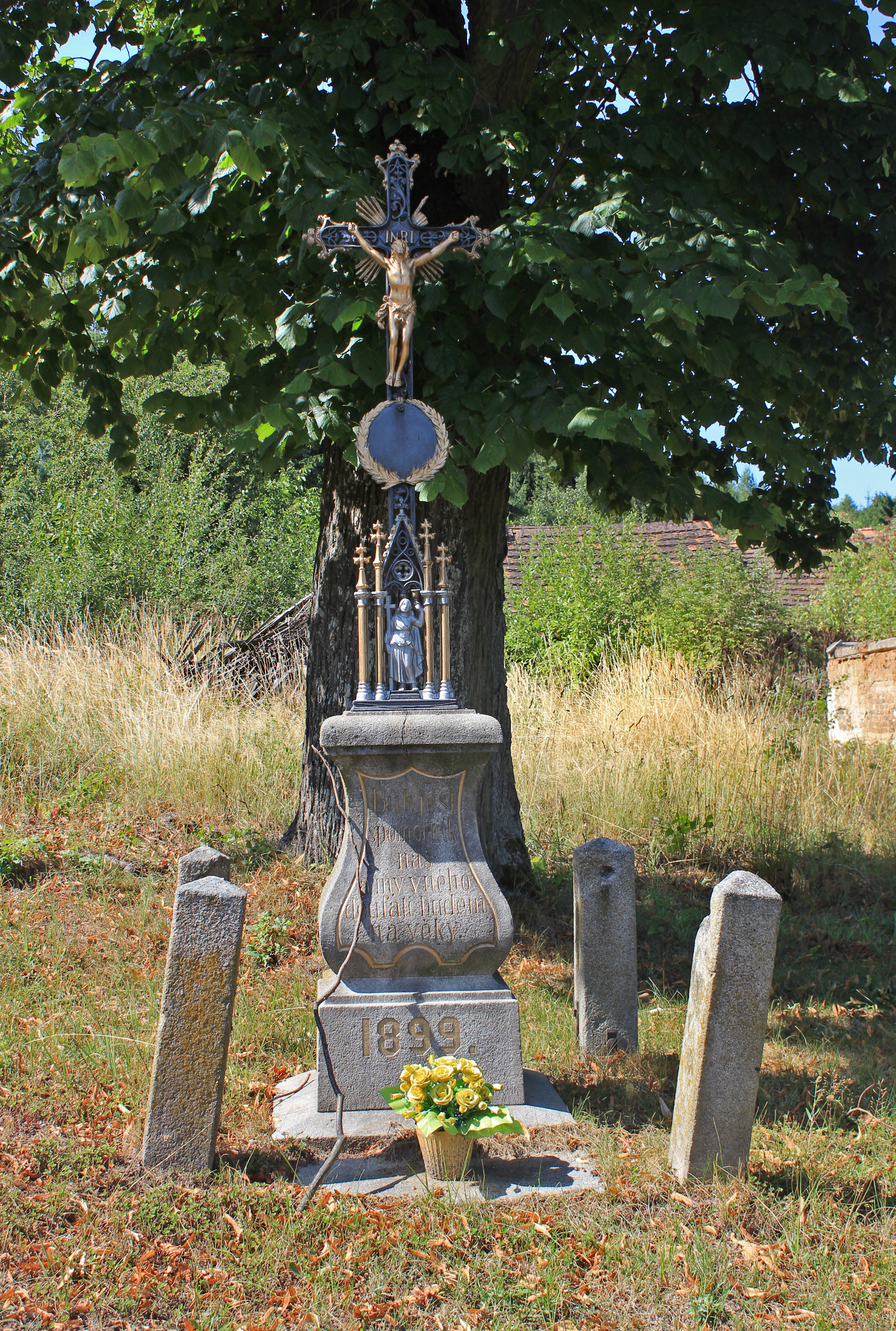
křížek na západě vesnice
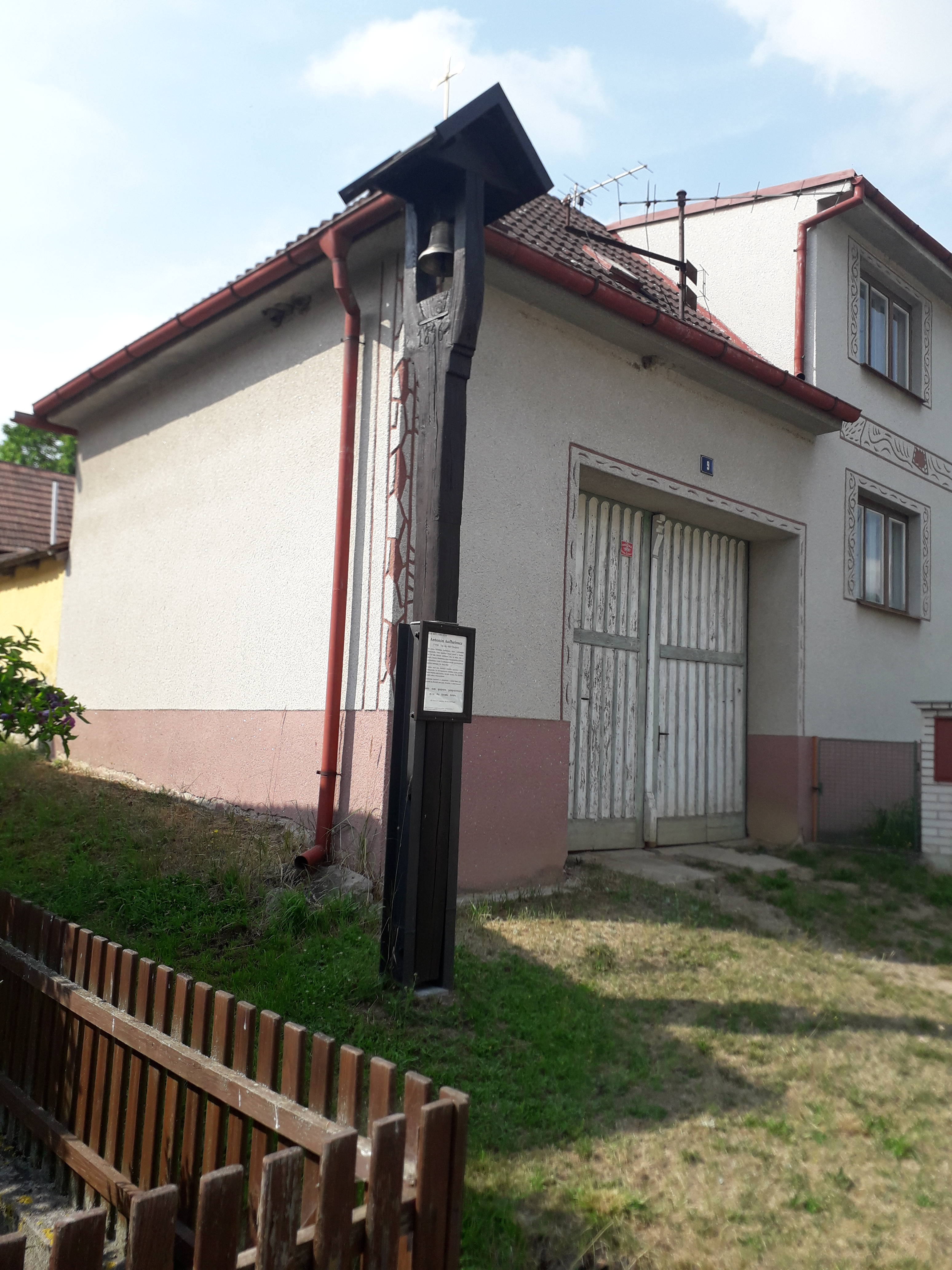
dřevěná zvonička
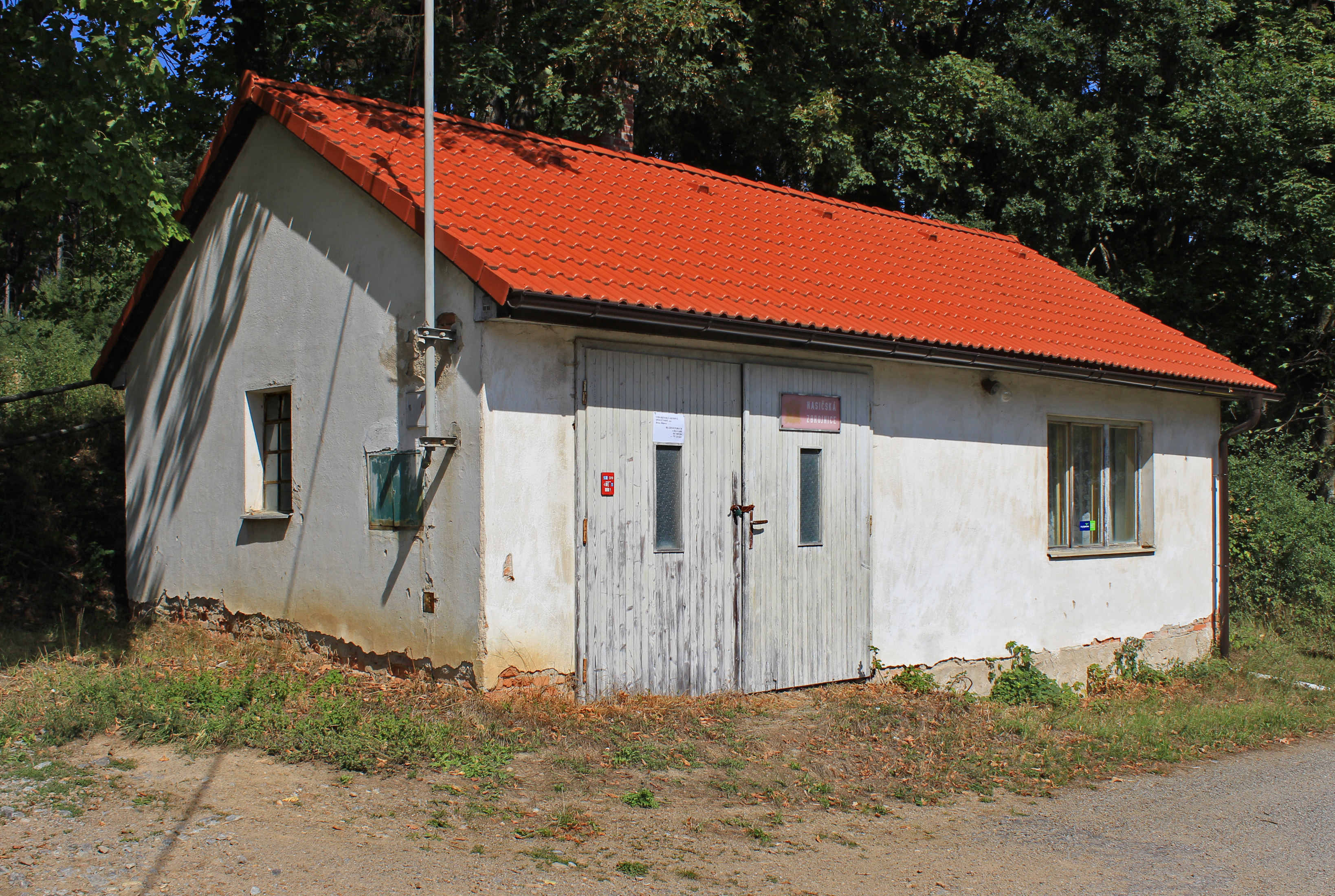
bývalá hasičská zbrojnice
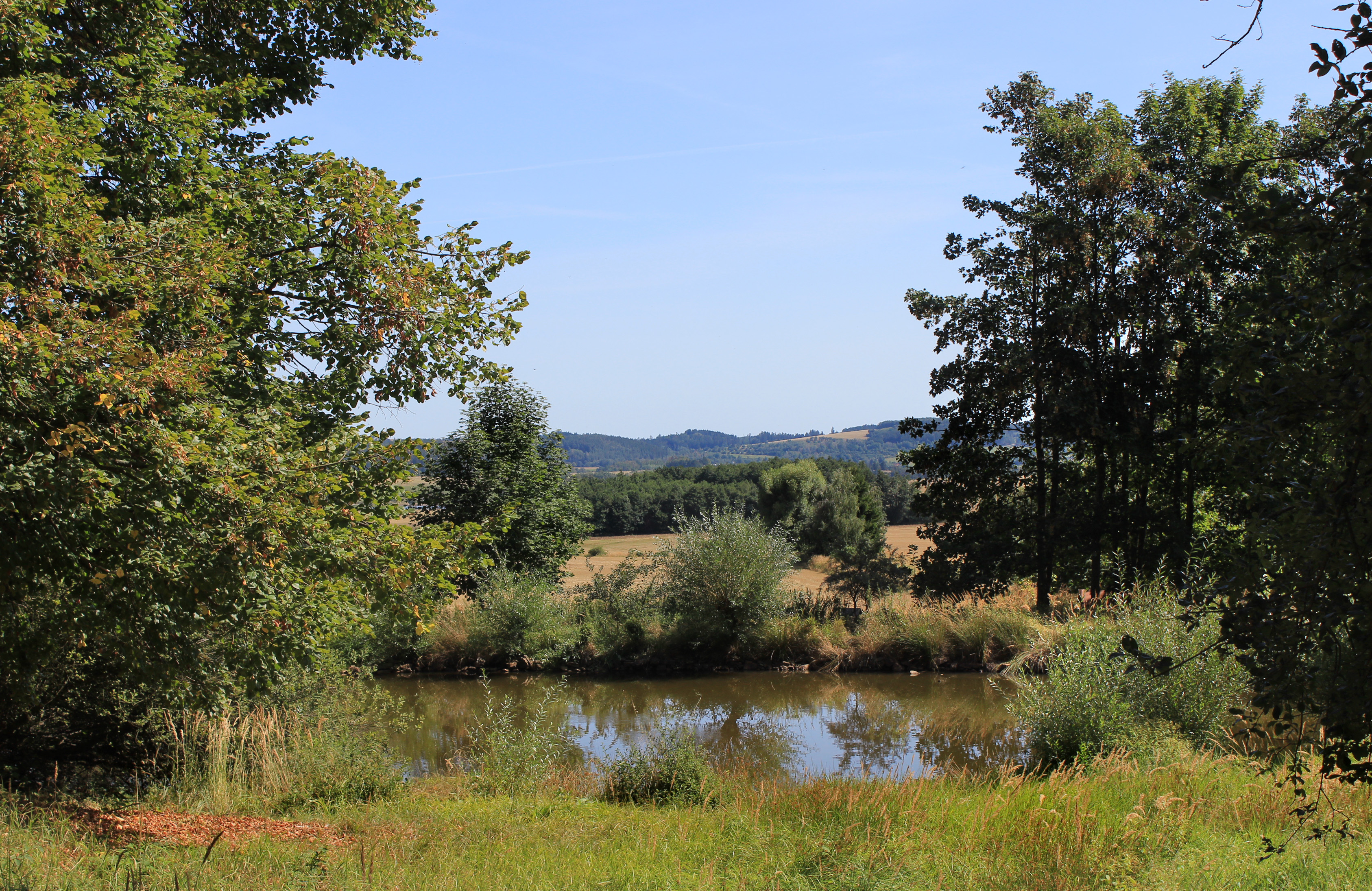
rybníček u zbrojnice